# 扬州友好医院
江苏石油勘探局职工医院，是中国江苏省的一所医院，为二级甲等医院，位于江都市邵伯镇。

## 规模
江苏石油勘探局职工医院总床位365张，日门诊量500人次。